# Смышлёный (эсминец, 1955)
«Смышлёный» (с 1958 года «Московский комсомолец») — эскадренный миноносец проекта 56 (код НАТО — «Kotlin class destroyer»).

## История строительства
Зачислен в списки ВМФ СССР 3 октября 1952 года. Заложен на заводе № 190 им. А. А. Жданова 23 февраля 1954 года (строительный № 706), спущен на воду 24 мая 1955 года. Корабль принят флотом 28 июня 1956 года, 30 августа эсминец вступил в состав Советского Военно-Морского Флота.

## Служба
После постройки «Смышлёный» был включён в состав 121-й брэм Северного флота и 2 октября 1956 прибыл в Североморск. В марте-апреле следующего года участвовал в учениях и проверке инспекцией Министерства обороны СССР, по результатам которой был объявлен отличным.
С 29 октября 1958 года эсминец носил новое название — «Московский комсомолец». В период с 12 ноября 1958 по 1 декабря 1961 года «Московский комсомолец» прошёл модернизацию на заводе имени А. А. Жданова по проекту 56-ПЛО, после чего вошёл в состав 170-й брэм. С 1 по 25 июля и с 30 августа по 28 сентября 1964 года корабль совместно с эсминцем «Находчивым» нёс боевую службу в Норвежском море. В период с 18 июня по 7 июля 1965 года вместе с «Находчивым» «Московский комсомолец» нёс боевую службу в Норвежском море и Северной Атлантике в рамках учения «Печора». 21 ноября корабль был отправлен на ремонт в Севастополь. 4 января 1968 года включён в состав 170-й брэм 7-й ОПЭСК Северного флота. Эсминец принял участие в военно-морских учениях «Север-68». В период с 25 по 28 октября 1969 года «Московский комсомолец» нанёс под флагом контр-адмирала Н. В. Соловьёва первый в истории визит в Рейкьявик (Исландия). С 9 по 27 апреля 1970 года находился на крупномасштабных военно-морских манёврах «Океан-70».
С 9 по 14 августа 1971 года эсминец посетил Алжир, с 30 сентября[уточнить] по 20 января следующего года находился на боевой службе в Атлантике, посетил порт Сьенфуэгос (Куба). С декабря 1972 по 2 июня 1975 проходил средний ремонт в Кронштадте, в процессе которого зенитное вооружение корабля было усилено 25-мм АУ 2М-3М. Со 2 января по 12 июля 1976 года «Московский комсомолец» находился на боевой службе, в условиях сильного шторма отслеживал учения НАТО, позднее до 17 мая следующего года проходил модернизацию на СРЗ-35 в Росте (в корме эсминца была установлена установка опытной аппаратуры неакустического поиска). Корабль нанёс 10-15 октября 1977 года совместно с «Жгучим» (под флагом контр-адмирала В. Круглякова) визит в Осло. Перед визитом опытная аппаратура была демонтирована, а после него вновь установлена. В период с 10 по 14 мая 1978 «Московский комсомолец» нанёс визит в порт Бордо (Франция). 1 октября 1978 года эсминец перевели в состав 56-й брэм 7-й ОПЭСК.
С декабря 1978 по март 1979 года «Московский комсомолец» совместно с тяжёлым авианесущим крейсером «Киев» находился на боевой службе в Средиземном море. С 5 по 12 апреля 1979 в составе корабельной противолодочной группы (ТАКР «Киев», большие противолодочные корабли «Маршал Тимошенко», «Адмирал Макаров», «Огневой») находился на учениях «Разбег-79». В 1982 году выходил в море на плановые стрельбы. В 1983 году эсминец встал в завод СРЗ 35 (Мурманск, Роста) на капитальный ремонт, что было примером бесхозяйственности и расточительства потому, что вскоре после освоения крупной суммы средств на ремонт эсминец бросили.  
Я с весны 1981 по начало октября 1983 года, служил на этом корабле. Помню что после ремонта в доке, корабль вернулся на базу в Североморск и в октябре я был демобилизован. Поэтому утверждаю, что в этой статье многое напутано. 
Корабль частично затонул у причала СРЗ - 35 и был разграблен. Часть ценных вещей и металлов не была реализована в пользу государства, а досталась тем, кто должен был всё это сберечь. 
22 июля 1986 года «Московский комсомолец» был исключён из списков советского ВМФ в связи с передачей в ОФИ для демонтажа и реализации, а 27 февраля 1987 года расформирован.

## Особенности конструкции
Облегченную мачту в 1961 году заменили на усиленную. Барьер-сетка по бортам от носовой башни более протяжённая, чем у кормовой. На фок-мачте изначально располагалась РЛС «Волна» трапециевидной формы, а затем «Заря» прямоугольной формы. Ходовой мостик выполнен прямым. В 1968 году на эсминец установили опытную ПУСБ «Буря» и РБУ-6000, которая на тот момент проходила испытания. На корме корабля находилось характерное буксируемое устройство с лебёдкой. В 1975 году на «Смышлёный» было установлено устройство (стойки за носовой башней) для траверзного приёма грузов. Часть штатных кают офицерского состава была демонтирована под аппаратуру. Офицеров (кроме политработников) селили где только можно, в т.ч.в подбашенное отделение (барбет) носовой башни. В некоторых матросских кубриках эсминца стояли огромные кондиционеры марки Hitachi, что для Северного флота казалось не очень актуальным, хотя могло пригодиться при несении боевой службы в жарких широтах..

## Бортовые номера
В ходе службы эсминец сменил ряд следующих бортовых номеров:
- 1956 год — № 46[1];
- 1957 год — № 43[1];
- 1961 год — № 833[1];
- 1963 год — № 600[1];
- 1966 год — № 011[1];
- 1969 год — № 384[1] или 304[уточнить];
- 1971 год - № 337  Николай Моисеев
- 1978 год — № 454[1].